# Gracupica floweri
Gracupica floweri és una espècie d'ocell de la família dels estúrnids (Sturnidae). Es troba al sud de la Xina, Myanmar, Birmània, Laos i Tailàndia. Anteriorment se'l considerava una subespècie de l'estornell blanc-i-negre (Gracupica contra floweri), però el Congrés Ornitològic Internacional, en la seva llista mundial d'ocells (versió 11.2, 2021) l'elevà a la categoria d'espècie.